# Нигамедзянов, Эмир Анварович
Эмир Анварович Нигамедзянов (23 августа 1950, Ишимбай, БАССР — 7 декабря 2006, Уфа) — российский политик. Генерал-майор ФСБ.

## Биография
Посты.
- главный советник по работе с общественными организациями и СМИ полпреда президента РФ в Приволжском федеральном округе Сергея Кириенко.
- До середины 90-х занимал должности замначальника УФСБ по Башкирии, и. о. начальника республиканского УФСБ.
- В 1997 назначен главным инспектором инспекторского управления ФСБ России в Москве.
- В сентябре 1999 возглавил управление ФСБ по Сахалинской области.
- С сентября 2002 главный советник полпреда президента по работе с общественными организациями и СМИ.

Кандидат социологических наук. Тема диссертации «Социальное пространство наркотизма в Республике Башкортостан» (22.00.04 Уфа, 2005)
доктор философии, академик и профессор Академии проблем безопасности, обороны и правопорядка.
Умер от рака мозга. Похоронен на южном кладбище Уфы.

## Память
23 августа 2010 года в городе Ишимбае на здании отделения ФСБ открыли мемориальную доску Нигамедзянову.
С 23 августа 2008 года в Ишимбае проводится легкоатлетический пробег «Ишимбайское кольцо» памяти генерал-майора Эмира Нигамедзянова
В Уфе ежегодно проводится турнир по волейболу среди руководящего состава правоохранительных ведомств Башкортостана, посвященный памяти генерал-майора полиции Э. А. Нигамедзянова.